# Tampico (Illinois)
Tampico è un comune degli Stati Uniti d'America situato nella contea di Whiteside nello Stato dell'Illinois. Al censimento del 2000 risultava una popolazione di 772 abitanti, scesi a 741 secondo una stima del 2006.
Il 6 febbraio 1911 in un appartamento situato sopra la banca locale nacque l'attore e presidente degli Stati Uniti d'America Ronald Reagan.